# Эсадзе, Семён Спиридонович

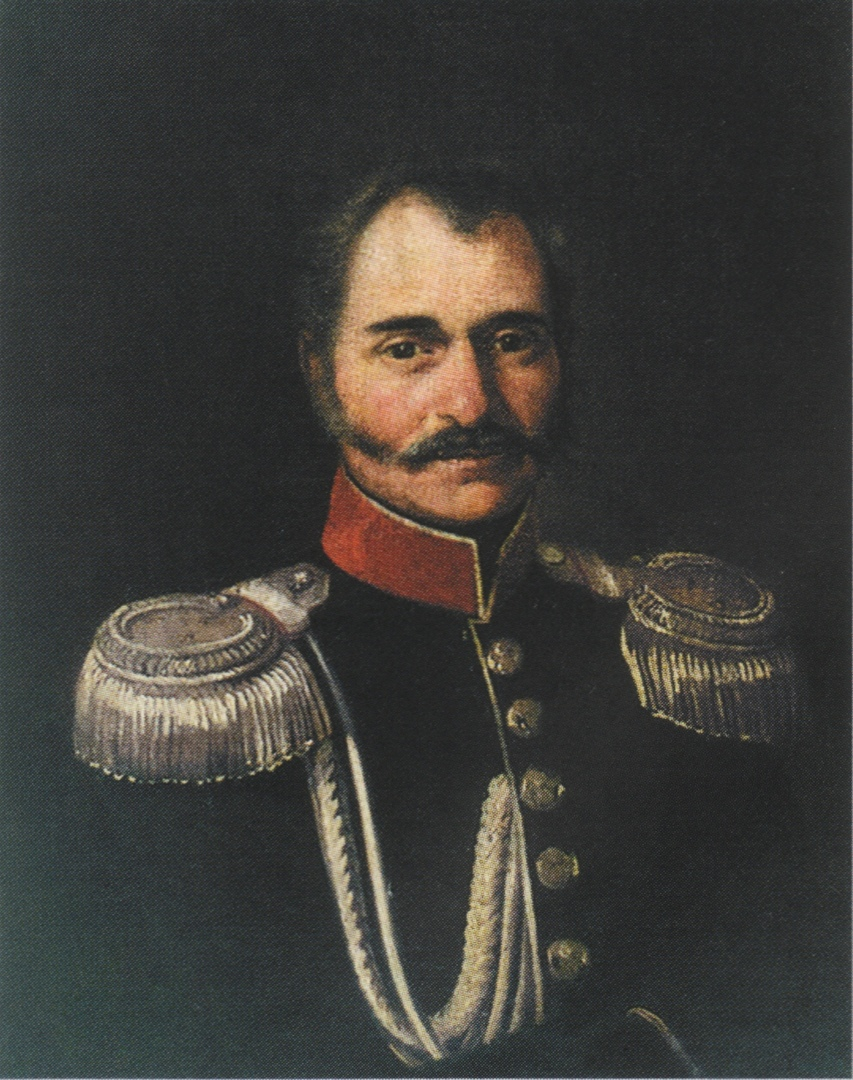
Отец — Спиридон Осипович Эсадзе

Семён Спиридонович Эсадзе (груз. სიმონ სპირიდონის ძე ესაძე, 4 февраля 1868 — 15 февраля 1927, Тифлис) — полковник Русской императорской армии, военный историк и кавказовед.

## Биография
Происходил из дворян Кутаисской губернии. Православного вероисповедания. Сын начальника Тифлисского губернского жандармского управления генерал-майора Спиридона Осиповича Эсадзе
Общее образование получил в Симбирском кадетском корпусе. В службу вступил 30 августа 1886 года юнкером рядового звания во 2-е военное Константиновское училище. Выпущен подпоручиком в 37-й пехотный Екатеринбургский полк(1888). Поручик (ст. 07.08.1891). Штабс-капитан (ст. 06.05.1900). Капитан (ст. 06.05.1901). В 1903—1904 гг. и. д. редактора Военно-исторического отдела при штабе Кавказского военного округа. С 1906 года редактор. В феврале 1909 года произведён в подполковники (ст. 26.02.1909). С 1913 года был начальником отдела.
Внёс большой вклад в создание Военно-исторического музея Кавказа («Храм Славы»), с 1912 года был директором этого музея. В 1917 году он возглавил Кавказскую историческую комиссию, которая описала войну с Турцией. В 1918 году правительство Грузинской демократической республики назначило Эсадзе начальником Военно-исторического отдела фронта. С 10 августа 1921 года он возглавлял Военную секцию Государственного архивного отдела, а с 1923 года до своей смерти — Военно-исторический архив.
Был дружен с Львом Толстым, которого консультировал во время работы того над «Хаджи Муратом», за что получил сборник автобиографических сочинений автора.
Похоронен в Пантеоне писателей и общественных деятелей Дидубе.